# Тица, Флорин
Флорин Тица (рум. Florin Tița, род.21 августа 1998) — румынский борец греко-римского стиля, призёр чемпионатов Европы.

## Биография
Родился в 1998 году в Констанце. В 2016 году стал победителем чемпионата Балкан среди юниоров.
В 2019 году стал обладателем серебряных медалей чемпионата Европы среди борцов возрастом до 23 лет и чемпионата Европы среди взрослых.